# نادي إيرباص يو كاي بروتون
نادي إيرباص يو كاي بروتون لكرة القدم (Airbus UK Broughton Football Club) هو نادي كرة قدم ويلزي، تأسس سنة 1946.

## وصلات خارجية
- الموقع الرسمي